# Berezanský liman

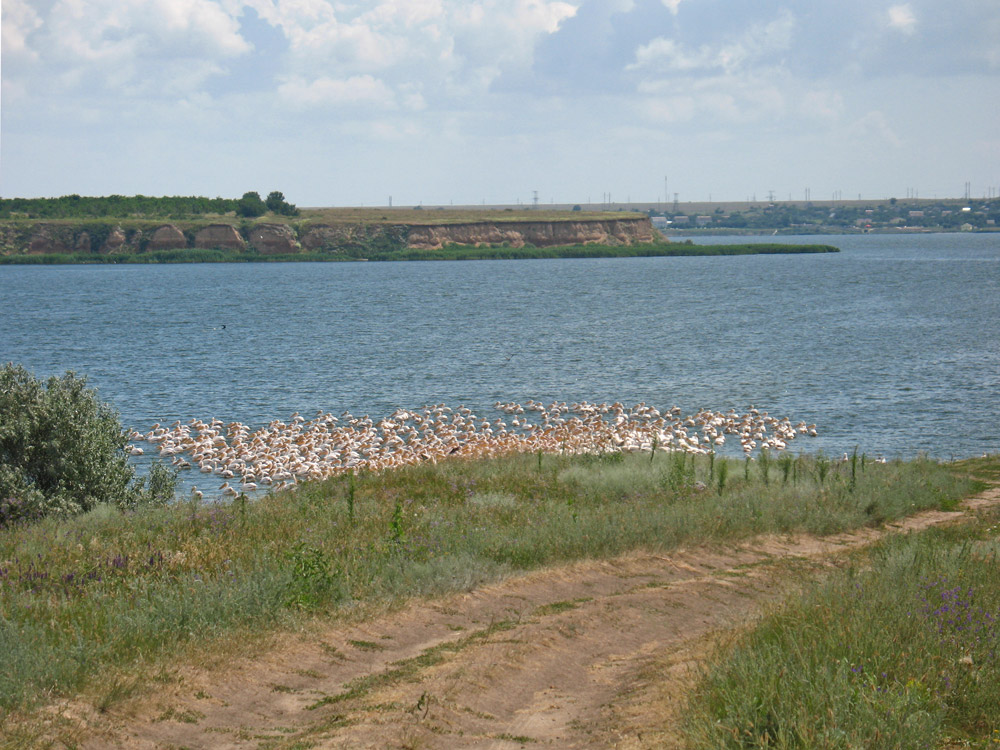
Berezanský liman

Berezanský liman (ukrajinsky Березанський лиман, Berezanskyj lyman) je liman na jihu Nikolajevské oblasti na Ukrajině, u ústí 49 kilometrů dlouhé říčky Berezan do Černého moře a západně od města Očakiv. Je 26 kilometrů dlouhý a má plochu zhruba šedesát kilometrů čtverečních. Široký je od 0,6 kilometru do 4 kilometrů, v průměru 2,3 kilometru. Průměrná hloubka je 3,3 metru, maximální zhruba 15 metrů. Celkový objem limanu je 0,2 krychlového kilometru. Kromě Berezanu do něj ústí také 45 kilometrů dlouhý Sasyk.